# Piotr Bagration
El príncep  Piotr Ivànovitx Bagration  (en rus:  Пётр Иванович Багратион, en georgià: პეტრე ივანეს ძე ბაგრატიონი Petre Ivane dze Bagrationi) (1765 - 12 de setembre de 1812), descendent de la família reial georgiana dels Bagrationi, va servir com a general rus. Va néixer a 1765, a Kizliar (Daguestan, Rússia).

## Primers anys
El seu pare era un príncep georgià, el coronel Ivan Bagrationi. El seu germà Román (Revaz) Bagrationi també va arribar a general de l'exèrcit rus.
Bagration va entrar a l'exèrcit rus el 1782, i va servir diversos anys al Caucas. Va participar en el Setge d'Otxakov (1788) i en la campanya polonesa de 1794. Els seus mèrits van ser reconeguts per Suvorov, a qui va acompanyar en la campanya italiana i suïssa de 1799, i va destacar especialment en la presa de la ciutat de Brescia.

## Principals fets
En les campanyes de 1805 les gestes de Bagration van ser encara més espectaculars. Amb una rereguarda reduïda, va resistir atacs repetits de forces cinc vegades superiors a la batalla de Hollabrunn (1805) i, encara que va patir baixes del 50%, va aconseguir protegir la retirada de l'exèrcit principal comandat per Kutúzov. A la batalla d'Austerlitz (2 de desembre de 1805) Bagration va lluitar contra l'ala esquerra de l'exèrcit francès al comandament de Murat i Lannes. Va lluitar amb bravura i obstinació en les batalles de Eylau (7 de febrer de 1807), Heilsberg (11 de juny de 1807) i Friedland (14 de juny de 1807).
Durant la campanya finlandesa de 1808, Bagration va realitzar una atrevida marxa sobre el Golf de Finlàndia, que es trobava congelat, i va capturar les illes Åland, i el 1809 va conduir l'exèrcit rus contra els turcs a les batalles de Rassowa i Tataritza. el 1809 va ser ascendit al grau de general complet ("General OT Infanterii"). Les seves accions durant aquests anys el van fer figurar com a personatge secundari en la novel·la Guerra i pau de Lleó Tolstoi.
El 1812 Bagration va comandar el Segon Exèrcit de l'Oest i, encara que derrotat a Mogilev (23 de juliol de 1812), es va reincorporar a l'exèrcit principal comandat per Barclay de Tolly, i va dirigir la seva ala esquerra a la batalla de Borodino (7 de setembre de 1812), durant la qual va rebutjar en cinc ocasions les envestides franceses, i en què va ser mortalment ferit. Va morir el 12 de setembre, al poble de Simi, domini de la seva tia.

## Mencions pòstumes
El tsar Nicolau I va erigir un monument en el seu honor en el camp de batalla de Borodino. Les restes del general es van traslladar al lloc on va morir i encara segueixen allà. La tomba va ser destruïda durant la Segona Guerra Mundial, però ha estat restaurada des de llavors. L'Operació Bagration, va rebre el nom en honor seu.